# 輪役制度

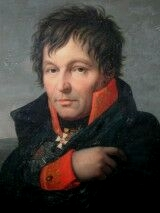
格哈德·冯·沙恩霍斯特（Gerhard von Scharnhorst），由弗里德里希·伯里 （Friedrich Bury）绘製

輪役制度（德語：Krümpersystem）是一個由格哈德·馮·沙恩霍斯特在拿破崙戰爭期間，為普魯士王國設計出的兵制。在第四次反法同盟結束戰敗後，普魯士王國被大量裁兵，為了保持普魯士的兵力，沙恩霍斯特才設計出此繞過裁兵命令的系統。

## 制度內容
普魯士王國參與第四次反法同盟失敗後，簽訂了提爾西特條約，其中要求普魯士大量裁兵，只能擁有42,000人的軍隊（普軍人數最高峰時曾多達20萬人）。
為此沙恩霍斯特設計了輪役制度，這使得普魯士能堅守提爾希特條約，也能讓兵力足以提供戰爭需求。他的做法是讓已充分訓練的士兵退伍，並招募新的兵，待新兵訓練充足後，再把原來已退伍的士兵招回來再訓練。如此雖然在同一時間只有42,000人的兵力，普魯士還是能隨時徵到大量預備兵力以面對戰爭。   
這個沙恩霍斯特建立的系統，後來成功地在第六次反法同盟中，讓普魯士與盟國能成功擊敗拿破崙。 

## 文学作品
- Hansjürgen Usczeck: Scharnhorst. Theoretiker, Reformer, Patriot. Sein Werk und seine Wirkung in seiner und für unsere Zeit, Militärverlag der Deutschen Demokratischen Republik, Berlin 1974, S. 205 ff.
- Roland G. Foerster: Die Wehrpflicht. Entstehung, Erscheinungsformen und politisch-militärische Wirkung. Wissenschaftsverlag Draft, Oldenbourg, München  1994, ISBN 3-486-56042-5, S. 44.
- Wörterbuch zur Deutschen Militärgeschichte. Militärverlag der Deutschen Demokratischen Republik, Berlin 1985, Bd. 1, S. 437 f.

## 网页连结
- 迈耶斯词典中的条目 （页面存档备份，存于）
- Lars-HolgerThümmler： 关于 （页面存档备份，存于） DHM 志愿者协会的历史 （页面存档备份，存于）
- 征兵与克虏伯体制 （页面存档备份，存于） （德国联邦国防军）
- 陆军改革的关键点 （页面存档备份，存于）